# جيمس سوليفان
جيمس سوليفان (بالإنجليزية James Sullivan) وهو سياسي أمريكي ينتمي إلى الحزب الديمقراطي - الجمهوري ولد جيمس سوليفان في 22 نيسان من سنة 1744 في ولاية مين. شغل جيمس سوليفان ما بين عامي 1790 حتى عام 1807 منصب المدعي العام الجمهوري لولاية ماساشوستس. في 29 أيار من سنة 1807 شغل جيمس سوليفان منصب حاكم على ولاية ماساشوستس وقد شغل سوليفان هذا المنصب إلى وفاته في 10 كانون الاول من سنة 1808 والجدير بالذكر إلى ان جيمس سوليفان هو شقيق السياسي الأمريكي وحاكم ولاية نيوهامشير جون سوليفان.